# هیلی بامسی
هیلی بامسی (انگلیسی: Hiley Bamsey؛ ۸ اکتبر ۱۹۱۶ – ۳۱ دسامبر ۱۹۴۳) بازیکن فوتبال بود.